# Чорний альпініст
Чо́рний альпіні́ст (рос. Чёрный альпини́ст) — привид, історія про якого є частиною фольклору альпіністів країн колишнього СРСР.[джерело?]

## Суть легенди
Згідно з легендою, чорний альпініст був колись живою людиною, але загинув у горах при загадкових обставинах і тепер бродить по горах, іноді зустрічаючись з альпіністами і вступаючи з ними в контакт. Описується як фігура людини з нерозрізненим обличчям, закритим чорною маскою або просто дуже темним, в чорному одязі. Зустрічі з ним відбуваються виключно в горах, частина оповідачів кажуть, що бачили його тільки зі значної відстані, але є й такі оповідання, які описують зустріч «віч-на-віч» і навіть спілкування з ним. Легенду про чорного альпініста іноді пов'язують із спостереженнями реліктових гомінідів, які нібито зустрічаються в горах. Існує також версія, що легенда про чорного альпініста виникла як наслідок системних галюцинацій, що викликаються тривалим кисневим голодуванням в умовах високогір'я.[джерело?]
У переносному значенні «Чорними альпіністами» можуть називати спортсменів, які надлишково ризикують, наприклад, альпініста, що не використовує страховку, або альпіністів, що ходять по схилах поодинці.[джерело?]

## Варіанти легенди про чорного альпініста
Історія появи чорного альпініста і значення його для зустрічного розповідається, в основному, в трьох варіантах.[джерело?]

### «Пошуки винного»
У цьому варіанті легенди говориться, що чорний альпініст — це один з двох альпіністів, які колись відправилися на парне сходження. Іноді підкреслюється, що двоє альпіністів мали якийсь предмет розбрату, наприклад, були закохані в одну і ту ж дівчину. При сходженні один з пари зірвався, інший же, пов'язаний з партнером страхувальної мотузкою, чи то побоюючись за своє життя, чи то згадавши про розбрат, не став витягувати його, а просто перерізав мотузку. Іноді уточнюється, що тіло загиблого не було знайдено.
Загиблий і став тим самим чорним альпіністом. Розповідають, що він блукає по горах, намагаючись знайти того, з чиєї вини загинув. Вночі він заглядає в намети до сплячих альпіністів, дивиться на їхні обличчя і йде. Підкреслюється, що застати його за цим неможливо — він підходить тільки тоді, коли всі міцно сплять. Якщо чорний альпініст, заглянувши в намет, побачить замість обличчя альпініста його ноги, він може витягнути сплячого за ноги з намету, щоб подивитися на його обличчя. Оповідачі можуть посилатися на нібито реальні випадки, коли лігши спати в наметі ногами до виходу прокидалися із зовні намету.
У цьому варіанті легенди зазвичай говориться, що зустріч з чорним альпіністом — провісник нещастя або невдачі.

### «Оберігач»
Другий варіант легенди описує групу альпіністів, в якій склалися погані стосунки між учасниками. Група потрапила в нештатну ситуацію, заблукала (подробиці можуть розповідатимуться по-різному), і люди стали пропадати і гинути один за одним. У групі була тільки одна людина, яка до останнього зберігала присутність духу, намагався згуртувати групу і врятувати тих, що залишилися в живих. Зрештою і вона загинула, але після смерті залишилася в горах, щоб наглядати за альпіністами і допомагати їм.
У цій версії зустріч з чорним альпіністом сама по собі нічим поганим не загрожує, більш того, чорний альпініст може допомогти. Проте зустріч з ним може бути ознакою того, що є якась напруженість у відносинах між альпіністами.

### «Подайте хлібця …»
Третій варіант — страшилка для молодих. У перші ночівлі на льодовику молодим розповідається легенда про альпініста, який пішов униз за хлібом для групи і не повернувся, замерз у снігах, висох на вітрі, почорнів на сонці. Але душа його не заспокоїлася, так і ходить по льодовиках, все шукає хлібця — і буде недобре з тим, хто йому хлібця не подасть. Розігрується за ролями — віруючі / не віруючі, довго і наполегливо обговорюється тощо.
Вночі молодих відправляють спати, чекаючи того моменту, поки вони заспокояться і будуть у напівсні, тоді хто-небудь з старичків маже руку чорним, тихо засовує її в намет і загробним голосом просить: «Подайте хлібця …» — реакція відповідна.
Є продовження цієї байки — ситуація розвивається за вищевказаною схемою, за винятком того, що руку маже ще хтось, потай від першого Чорного альпіністи, і після слів «Подайте хлібця …» кладе йому руку на плече і загробним голосом запитує: "А навіщо тобі мій хлібець? .. "

## Чорний альпініст як фольклорне явище
Доктор історичних наук, археолог Буровський Андрій Михайлович свідчить:
|  | Про зустрічі з «чорним альпіністом» є багато історій різного ступеня достовірності, але у всіх випадках «чорний альпініст» розправляється з «поганими» і нагороджує «хороших». Справедливість торжествує в самій примітивній формі: «погані» замерзають, зриваються зі скель, ламають руки і ноги, вибивають зуби і так далі. А «хороші» проходять маршрут, одужують і навіть виявляють на взятих вершинах невідомо чиї склади з морем спирту і тоннами тушонки. |

У цій якості «чорний альпініст» стоїть в одному ряду з іншими фольклорними персонажами, про яких ходять байки в середовищі туристів, альпіністів, спелеологів, археологів та інших професійних та аматорських спільнотах, для яких характерне більш-менш тривале знаходження людей групами в умовах дикої природи . Відомі розповіді про «чорного спелеолога» (варіант — «білого спелеолога»), «чорного геолога», «чорних археологів», «чорних лижників», «білих археологинь».
Подібні персонажі виконують двояку роль: вони використовуються як традиційний засіб «ритуального» залякування новачків, одночасно підтримуючи традиції правильної поведінки (з точки зору професійної діяльності, екологічності, техніки безпеки, поведінки в колективі). Погані події, пов'язані з цими персонажами, відбуваються в оповіданнях з тими, хто порушує писані або неписані правила: поодинці віддаляється від групи в небезпечних умовах, залишає сміття, конфліктує з товаришами, присвоює їжу із загального запасу, проявляє егоїзм і сварливість і так далі . Навпаки, допомоги від «чорного фахівця» може очікувати той, хто в будь-яких обставинах поводиться правильно, сам не залишає за собою сміття, по можливості виправляє наслідки чужої «поганої» поведінки, працює правильно і акуратно, не відмовляє в допомозі іншим.
|  | ... стверджувати мораль, загальну для всіх подорожуючих, їм було так само необхідно ... Мораль ця дійсно єдина: не гадити в лісі і максимально виправляти наслідки чужої пакостливості. Входячи в покинуте житло, зняти шапку, уклонитися, запитати дозволу. Йдучи, неодмінно залишити дрова і запас їжі, хоча б невеликий. Персоніфікації моральних правил вимагає будь-яке співтовариство подорожуючих, наприклад, мисливців або збирачів трав. У мисливців це найчастіше бувають не привиди, а старі, давно померлі мисливці. Якщо навіть такий шанований усіма мисливець похований на сільському кладовищі, поголос обов'язково припише йому поховання в тайзі, в «охоронюваному» ним місці. Якщо ж мисливець загинув у лісі або заповів себе поховати в тайзі, зовсім добре - йому ще впевненіше приписуються властивості лісовика: охороняти Закон, карати порушників. Порушників карають двома способами - або змушують блудити по лісі, або забирають у них здобич. ... Археологи та інші польовики потребують подібних персонажів. За своїм соціальним станом і родом занять вони незрівнянно ближчі до мисливців, ніж до туристів, але - люди міські - вони створили особливий професійний фольклор. Принаймні, така одна з причин існування «чорно-білих фахівців». |

|  | Але тут треба обумовити відразу дві обставини: 1. У «чорного альпініста» вірять серйозно. Про нього розповідають-таки інакше, ніж про дерев'яних ідолів, які ганяються за новачками. «Чорному альпіністу» залишають їжу, аж до окремої миски «самі знаєте для кого», відставляють на святах на край столу. В ім'я його дають їжу малознайомим, всім, хто попросить, - а раптом це «чорний альпініст»?! Але вірять - всерйоз. 2. Є багато цілком гідних людей, які запевняють, що особисто бачили «чорного альпініста». Це самий звичайний чоловік, який може розпитувати тебе про щось, просити про якусь дрібницю... І якого можна розпізнати по дуже темному кольору обличчя і по важкому запаху. Втім, у дуже багатьох альпіністів через гірський ультрафіолет сильно темніє обличчя (знаменита гірська засмага), а запах від людей, які не милися в лазні по два-три тижні, а то й місяці, зазвичай виходить досить щільний. |

За припущенням Буровського, історія про чорного альпініста народилася в середовищі красноярських альпіністів, що піднімалися на «стовпи» — виходи сієнітових скель на правому березі Єнісею. Надалі вона поширилася і в інших альпіністських спільнотах. Крім того, Буровський припустив, що інші «чорні фахівці» є «нащадками» чорного альпініста, тобто розповіді про них сформувалися за аналогією, можливо, змішавшись з іншими байками, що ходять у відповідному середовищі. [джерело?]

## Чорний альпініст в масовій культурі
У комп'ютерній грі «Сталкер» розповіді про Чорного Сталкера обіграють сюжети про Чорного альпініста. Наприклад, вирішив пожартувати досвідчений сталкер над недосвідченими і, розповівши про Чорного Сталкера, коли всі заснули, став ходити по наметах, примовляючи «Водички … Водички попити…», і раптом відчуває на плечі чиюсь руку і чує голос "А тобі моя водичка навіщо потрібна? .. ". [джерело?]
В середовищі альпіністів поширені кілька покладених на музику віршів про Чорного альпініста, автори яких невідомі.